# Os climas
Os climas (em turco:  İklimler) é um filme dramático de 2006 dirigido e escrito por Nuri Bilge Ceylan. O filme relata a deterioração da relação de um casal de Istambul, Isa e Bahar, interpretados por Ceylan e pela sua esposa Ebru Ceylan. Foi o primeiro filme de Ceylan filmado em alta definição. Obteve prémios e reconhecimentos em importantes eventos a nível internacional como o Festival de Cinema de Cannes, o Festival de Cinema de Antalya, o Festival de Cinema de Istambul e o Festival Internacional de Cinema de Chicago, entre outros.

## Sinopsis
O filme começa numas férias de verão em Kaş, onde o casal demonstra sérios problemas de comunicação. Isa está a tirar fotos de monumentos antigos para uma tese perpétuamente inacabada para a aula universitária que dá. Na praia ela se deixa adormecer e sonha que ele se está a asfixiar na areia. Após ensaiar o seu discurso enquanto Bahar está a nadar, Isa diz-lhe que quer terminar a relação. Enquanto regressam à cidade numa moto o casal tem um acidente, ainda que não deseja de grande gravidade. Isto afirma definitivamente a ruptura da relação. No entanto, a vida voltará a reuni-los nas seguintes férias. Bahar tenta reconquista-la, mas Isa não parece ter muitas intenções de retomar a relação.

## Elenco
- Ebru Ceylan é Bahar
- Nuri Bilge Ceylan é İsa
- Nazan Kırılmış é Serap
- Mehmet Eryılmaz é Mehmet
- Arif Aşçı é Arif
- Can Özbatur é Güven

## Recepção

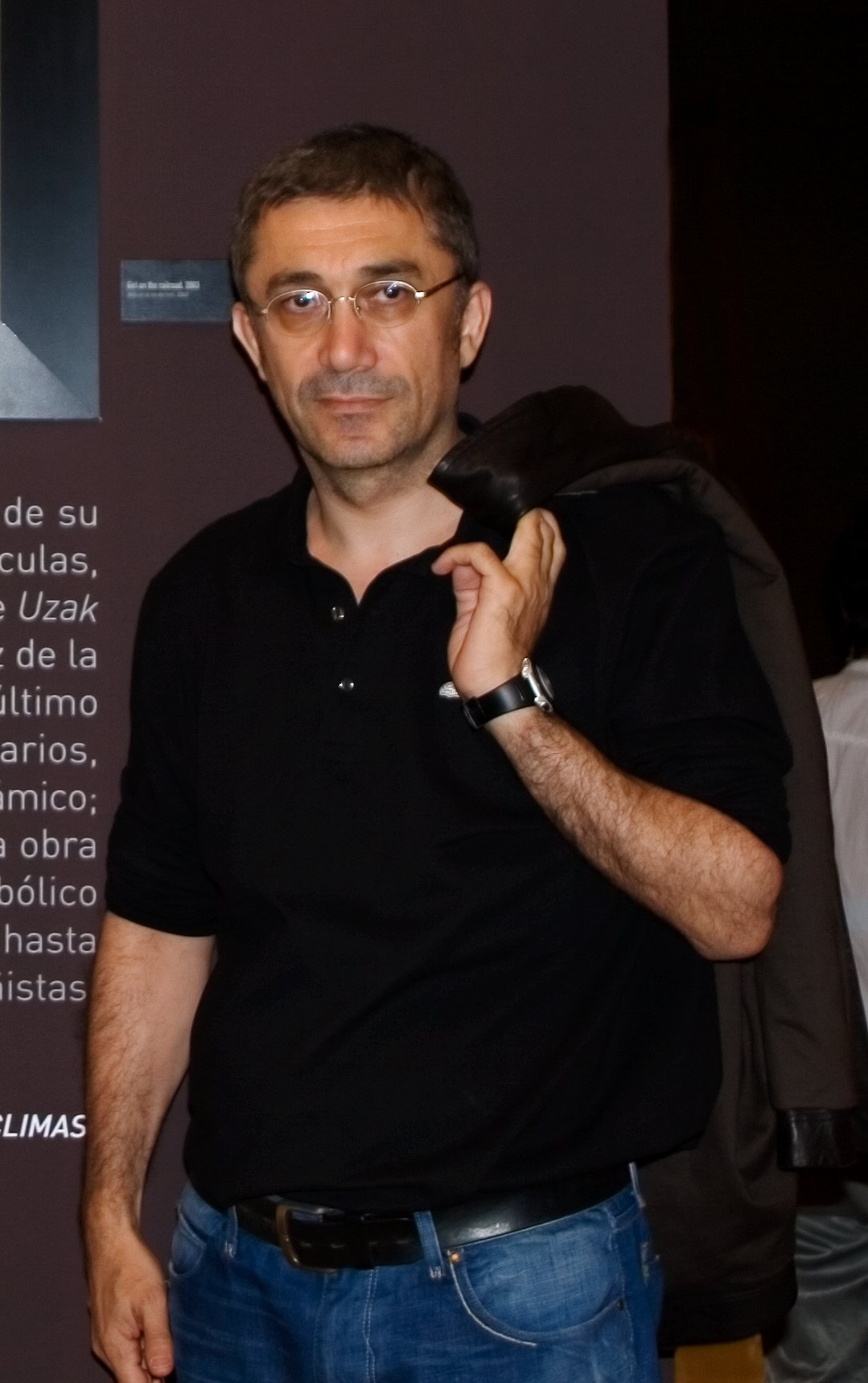
Nuri Bilge Ceylan dirigiu e protagonizou Os climas.

Os climas tem recebido críticas geralmente positivas. Em Rotten Tomatoes, o filme tem um ranking de aprovação de 73%, baseado em 66 avaliações, com um rating médio de 6.9 sobre 10. O consenso da crítica afirma o seguinte: "Esteticamente sólida, mas mesmo assim parecerá vazia para alguns espectadores". No website Metacritic o filme conta com uma pontuação de 72 sobre 100, baseada em 25 críticas, indicando "críticas geralmente favoráveis".
Manohla Dargis de The New York Times louvou o trabalho como director e actor de Nuri Bilge Ceylan, afirmando: "Como em Uzak, este filme apresenta um retrato inquietante da solidão existencial, um no qual as imagens falam mais forte e, com frequência, com mais força que qualquer das palavras. O senhor Ceylan não escreve discursos nem apela à audiência lhe oferecendo mais informação da que dá a sua personagem. As suas cenas adaptam-se aos ritmos naturais da vida, o seu significado com frequência articula-se em silêncios, desconecções risos incómodas".
Jim Emerson do portal de Roger Ebert também lhe deu uma boa classificação, dando-lhe 4.5 estrelas sobre 5 e assinalando: "O ar está vivo nos climas do director turco Nuri Bilge Ceylon, mais vivo que as personagens, que são como objectos inertes de rocha ou areia. Mas esse é o ponto. Neste filme, tão bem sintonizado com as frequências da luz e o som, é o espaço invisível ao redor das personagens que está cheio de vida e possibilidades. As suas vidas interiores são confusas, opacas inclusive para eles mesmos, e não podem expressar nada directamente, nem sequer a sua própria angústia e insatisfação".
O filme foi nomeado para a Palma de Ouro no Festival de Cannes de 2006 e ganhou o prémio FIPRESCI no dito evento. O crítico Michael Phillips referiu-se ao filme como o melhor filme de 2006 e o terceiro melhor filme da década.